# Stachys rivularis
Stachys rivularis là một loài thực vật có hoa trong họ Hoa môi. Loài này được J.M.Wood & M.S.Evans miêu tả khoa học đầu tiên năm 1897.